# کوین کارلوس
کوین کارلوس (انگلیسی: Kevin Carlos؛ زادهٔ ۱۰ آوریل ۲۰۰۱) بازیکن فوتبال است که در حال حاضر برای باشگاه فوتبال بازل بازی می‌کند.